# هاینریشسبرگ
هاینریشسبرگ (به آلمانی: Heinrichsberg) یک منطقهٔ مسکونی در آلمان است که در لویتش-هاینرایشسبرگ واقع شده‌است. هاینریشسبرگ ۳۸۱ نفر جمعیت دارد.